# Supereroe (Andrea Nardinocchi)
SUPEREROE è il secondo album del cantante italiano Andrea Nardinocchi, pubblicato il 16 giugno 2015, prodotto dai Mamakass.

## Tracce
1. Ti porto a ballare intro – 3:09 (Andrea Nardinocchi/Andrea Nardinocchi, Fabio Dale', Carlo Frigerio)
2. Supereroe – 3:45 (Andrea Nardinocchi/Andrea Nardinocchi, Fabio Dale', Carlo Frigerio)
3. Come M.J. – 3:18 (Andrea Nardinocchi/Andrea Nardinocchi, Fabio Dale', Carlo Frigerio)
4. Hu! Eh! – 3:21 (Andrea Nardinocchi/Andrea Nardinocchi, Fabio Dale', Carlo Frigerio)
5. L'unica semplice – 2:57 (Michele Stefani/Michele Stefani, Andrea Nardinocchi)
6. Coretti a palla – 3:20 (Andrea Nardinocchi/Andrea Nardinocchi, Fabio Dale', Carlo Frigerio)
7. Soli Mai – 3:13 (Andrea Nardinocchi/Andrea Nardinocchi, Fabio Dale', Carlo Frigerio)
8. Q.K.V. – 3:08 (Andrea Nardinocchi/Andrea Nardinocchi, Fabio Dale', Carlo Frigerio)
9. Eh No – 3:02 (Andrea Nardinocchi/Andrea Nardinocchi, Fabio Dale', Carlo Frigerio)
10. Spensierati entrambi – 3:27 (Andrea Nardinocchi/Andrea Nardinocchi, Fabio Dale', Carlo Frigerio)
11. Come sei – 3:48 (Andrea Nardinocchi/Andrea Nardinocchi, Fabio Dale', Carlo Frigerio)
12. Goodybye Paranoia – 3:18 (Andrea Nardinocchi/Andrea Nardinocchi, Fabio Dale', Carlo Frigerio)